# Heilig-Hartkapel (Leunen)

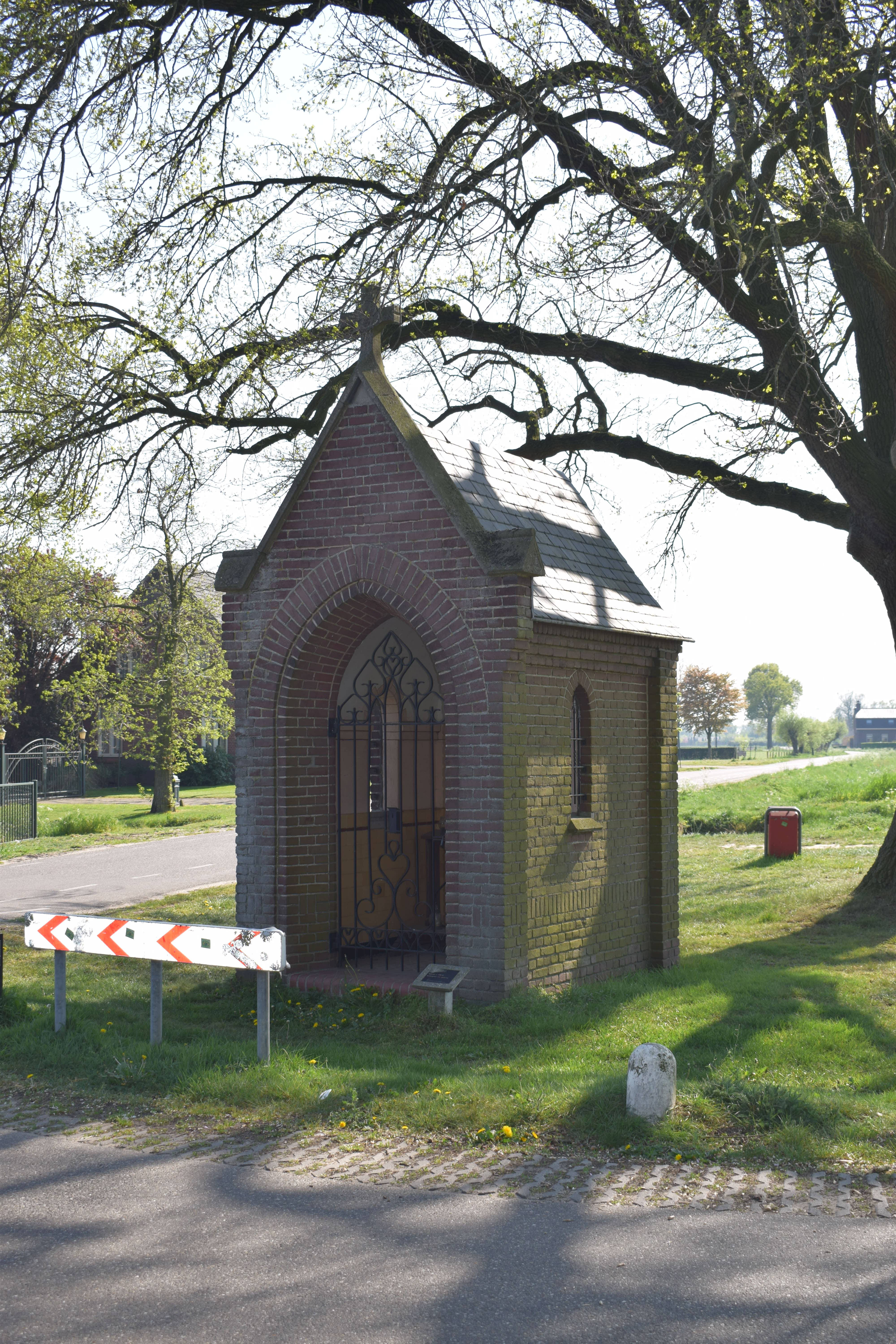
De Heilig-Hartkapel

De Heilig-Hartkapel is een kapel in Leunen in de Nederlands Noord-Limburgse gemeente Venray. De kapel staat ten zuidwesten van het dorp op de hoek van de Lemmenweg en de Steegse Peelweg.
De kapel is gewijd aan het Heilig Hart.

## Geschiedenis
In 1925 raakte in het gezin van Rens een dochter ernstig ziek en haar ouders beloofden dat ze een kapel zouden bouwen als ze zou genezen. De dochter genas en conform hun belofte en uit dankbaarheid voor deze genezing bouwden de ouders de kapel.

## Bouwwerk
De bakstenen kapel is opgetrokken op een rechthoekig plattegrond en wordt gedekt door een zadeldak met leien. Op de hoeken van de kapel zijn haakse steunberen aangebracht en in de beide zijgevels is elk een rondboogvenster gemaakt. De frontgevel steekt boven het dak uit en is een topgevel met daklijst en schouderstukken in hardsteen, waarbij de gevel wordt bekroond met een hardstenen kruis. In de frontgevel bevindt zich de spitsboogvormige toegang die wordt afgesloten met een smeedijzeren hek.
Van binnen is de kapel crèmekleurig gestuukt met wanden voorzien van lambrisering in gele tegels en het geheel wordt overdekt door een spits gewelf met wit pleisterwerk. Het gewelf is beschilderd met gouden sterren. In de achterwand is een spitsboogvormige nis aangebracht die wordt afgesloten met een glasplaat. In de nis staat een Heilig-Hartbeeld. Boven de nis is in een banderol een tekst aangebracht:

Sic Deus delixit mundum(Zo heeft God de wereld liefgehad)